# Eisenbahnbrücke (Riga)
Die Eisenbahnbrücke (lettisch Dzelzceļa tilts) ist die einzige Eisenbahnbrücke über die Düna in der lettischen Hauptstadt Riga.
Sie steht zwischen dem Bahnhof Rīga Pasažieru, dem östlich der Altstadt nahe der Düna gelegenen Hauptbahnhof, und dem Bahnhof Torņakalns westlich der Düna und führt die in russischer Breitspur zweigleisigen Bahnstrecken Riga–Jelgava und Riga–Tukums und Bolderāja über den Fluss.
Sie überquert den Hauptarm der Düna mit fünf großen stählernen Fachwerkbögen und vor dem rechten Ufer einem Feld mit einer Balkenbrücke aus Vollwandträgern, an die sich drei gleichartige Felder über die Uferstraße Ģenerāļa Radziņa krastmala (General-Radzinas-Damm) anschließen. Auf der anderen Seite überquert sie das untere Ende der Insel Zaķusala (Hasenholm) mit zwei und den Seitenarm Mazā Daugava (Kleine Düna) mit vier ähnlichen Feldern aus Vollwandträgern. Die Straße Mūkusalas iela am linken Ufer wird mit zwei kurzen Vollwandträgerbrücken überquert.
400 m flussabwärts steht die Akmens Tilts (Steinbrücke) zur Altstadt und 1,3 km flussaufwärts die Autobahnbrücke Salu Tilts (Inselbrücke).

## Geschichte

### Eisenbahnbrücke (1872) –Zemgales tilts

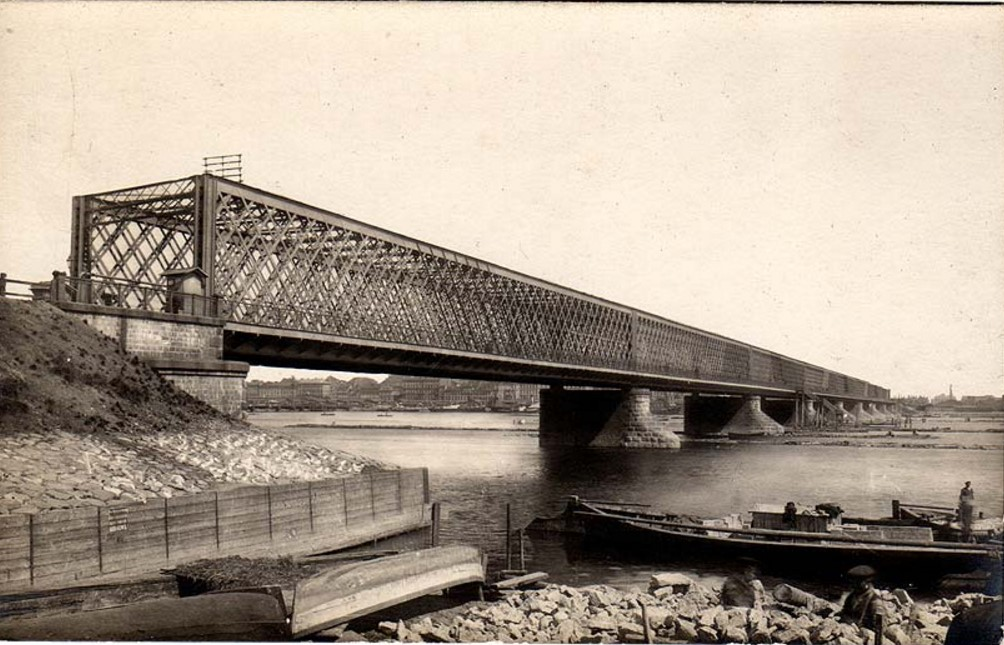
Die alte Eisenbahnbrücke

Die erste Eisenbahnbrücke – und damit die erste feste Brücke in Riga – war die Zemgales tilts, die nach der westlich der Düna gelegenen historischen lettischen Landschaft Semgallen benannt wurde. Die Insel Zaķusala (Hasenholm) endete damals noch oberhalb der Brücke.
Schon 1865 bildete der Stadtrat eine Kommission zur Beratung über eine neue Brücke. 1867 ließ das Rigasche Börsen-Comité einen Vorentwurf von Anrī Besārs erstellen, dem Dekan der Fakultät für Ingenieurwissenschaften des Polytechnikum zu Riga. 1870 erhielt Herr Robinson, Direktor der Riga–Dünaburger Eisenbahn, die Konzession für die Bahn nach Bolderāja (Aahaken-Bergshof) und die Genehmigung für den Bau der Brücke.
Die schmiedeeiserne Gitterträgerbrücke wurde in den Jahren 1871 und 1872 von der A. Struwe, Kolomna Maschinenfabrik geplant und gebaut, die Amand Jegorowitsch Struwe mit seinem Bruder Gustav in Kolomna in Russland gegründet hatte.
Die 745 m lange und 9,08 m breite Brücke hatte acht Öffnungen und eine gleichschenklige Drehbrücke über dem rechten Ufer und der Uferstraße. Ihre steinernen, mit Granit verkleideten Pfeiler hatten große Eisbrecher zum Schutz vor dem alljährlichen Eisgang.  In dem Gitterkasten der Brücke befand sich ein mittig angeordnetes Gleis. An dem Kasten waren außen auf jeder Seite Fußgängerstege angebracht. Bereits am 15. Oktober 1872 konnten Lokomotiven die Brücke überqueren, die Eröffnung des Linienverkehrs nach Bolderāja (Aahaken-Bergshof) erfolgte am 1. Januar 1873. Für die bis zu 38 Züge pro Tag musste die Brücke für Fuhrwerke jeweils für 20 bis 25 Minuten gesperrt werden. Die Drehbrücke wurde in den ersten Jahren durchschnittlich von fast 300 Schiffen passiert.
Bereits vor dem Ersten Weltkrieg war die Brücke für den zunehmenden Verkehr nicht mehr ausreichend, so dass wenige Meter flussaufwärts die gegenw#rtige Fachwerkbogenbrücke gebaut wurde. Nach der Fertigstellung der zwischen 1910 und 1914 gebauten neuen Eisenbahnbrücke wurde die alte von der Stadtverwaltung für 1 Mio. Rubel angekauft und diente dann nur noch dem Straßenverkehr.
Im Ersten Weltkrieg zerstörten russische Truppen in der Schlacht um Riga am 2. September 1917 kurz vor dem deutschen Angriff Teile beider Brücken, Teile beider Brücken, die jedoch noch im gleichen Jahr als behelfsmäßige Holzkonstruktion von deutschen Truppen wieder instand gesetzt wurden. Im Lettischen Unabhängigkeitskrieg wurde die Brücke bei einem Angriff von Truppen der Westrussische Befreiungsarmee unter dem Kommando Pawel Michailowitsch Bermondt-Awaloffs im Jahr 1919 erneut stark beschädigt. 1924/25 erfolgte die abermalige Instandsetzung der Brücke. Dabei wurden die zerstörten Träger durch Fachwerkträger ersetzt. Am 3. Juni 1924 wurde die Brücke wieder für den Verkehr freigegeben. 1937/38 erfolgten umfangreiche Umbauarbeiten. Die Neueröffnung der Brücke fand am 5. November 1938 in Anwesenheit des lettischen Verkehrsministers Bernhard Einberg statt.
Beim Rückzug der deutschen Truppen im Zweiten Weltkrieg im Herbst 1944 wurde die Brücke von deutschen Truppen zerstört und danach nicht wieder aufgebaut.

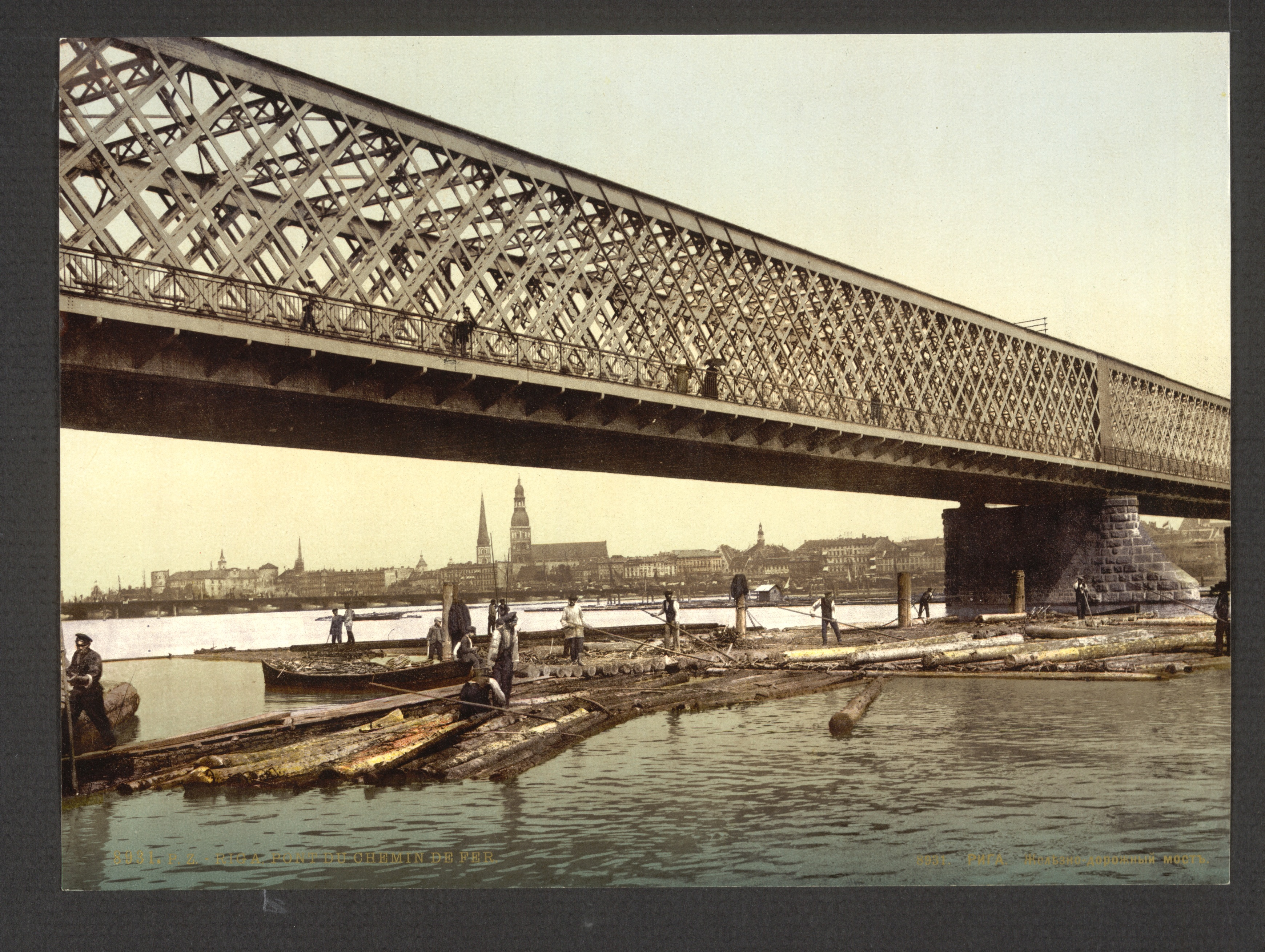
Die alte Eisenbahnbrücke
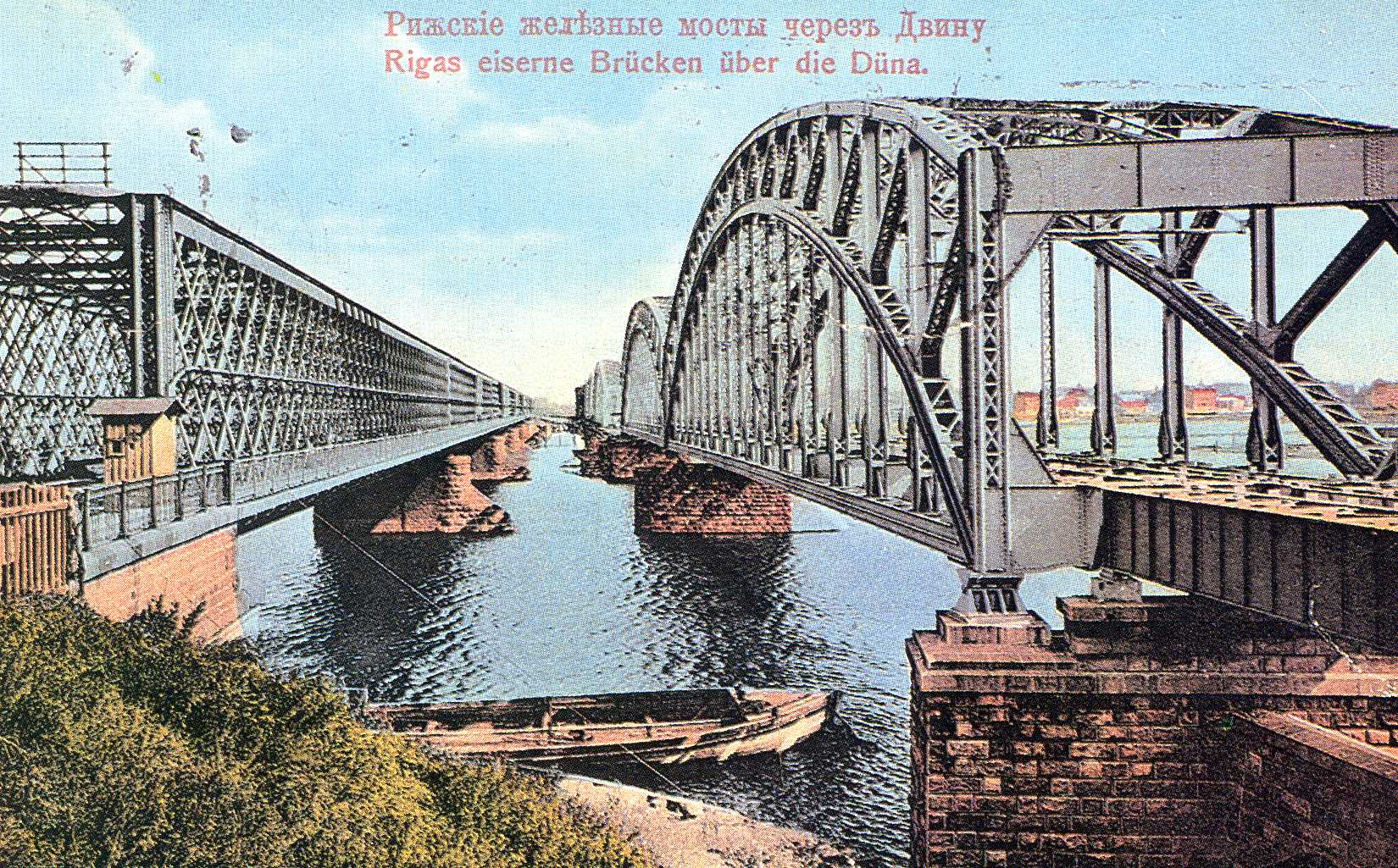
Rigas eiserne Brücken über die Düna
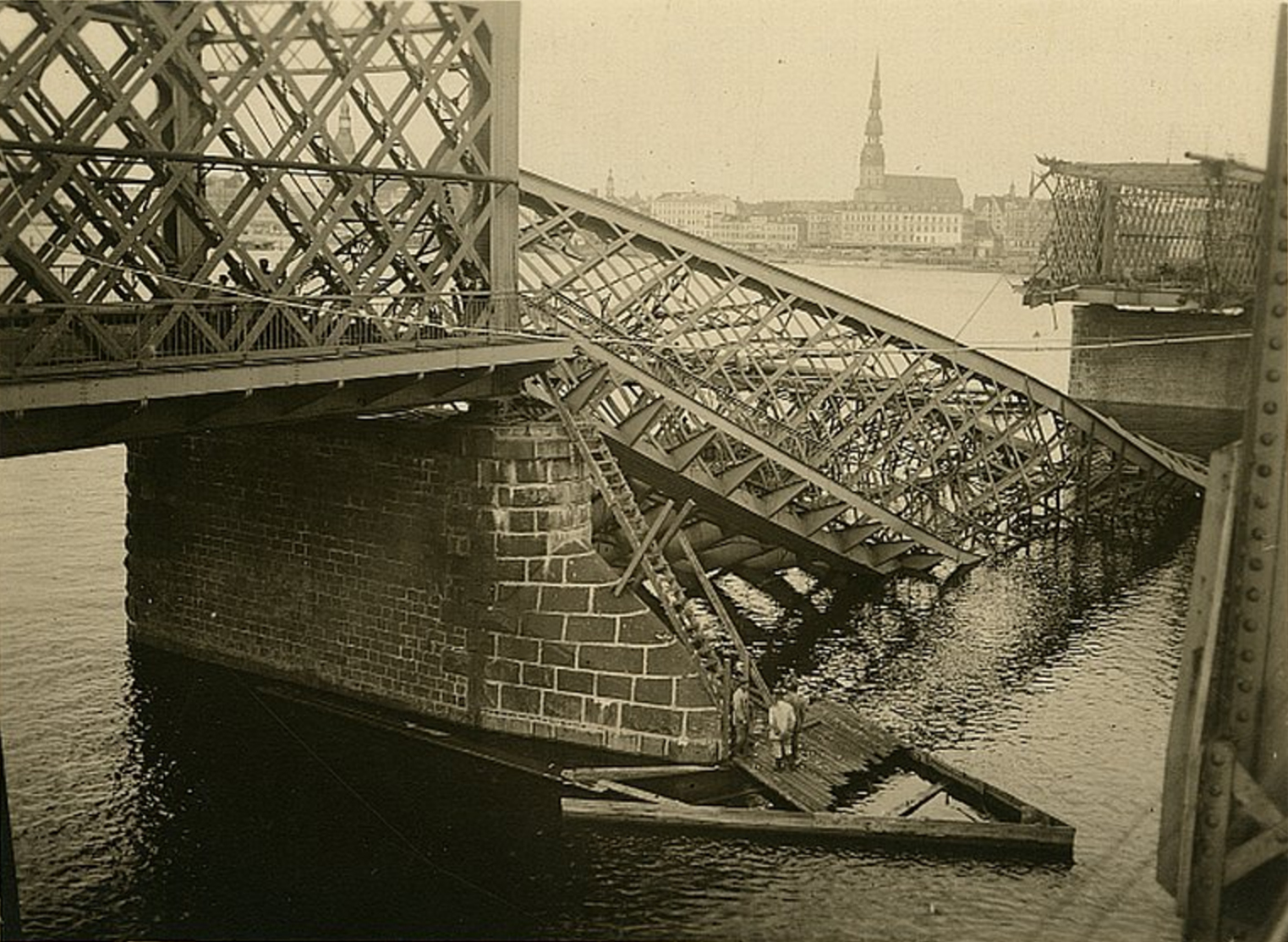
Zerstörung 1917
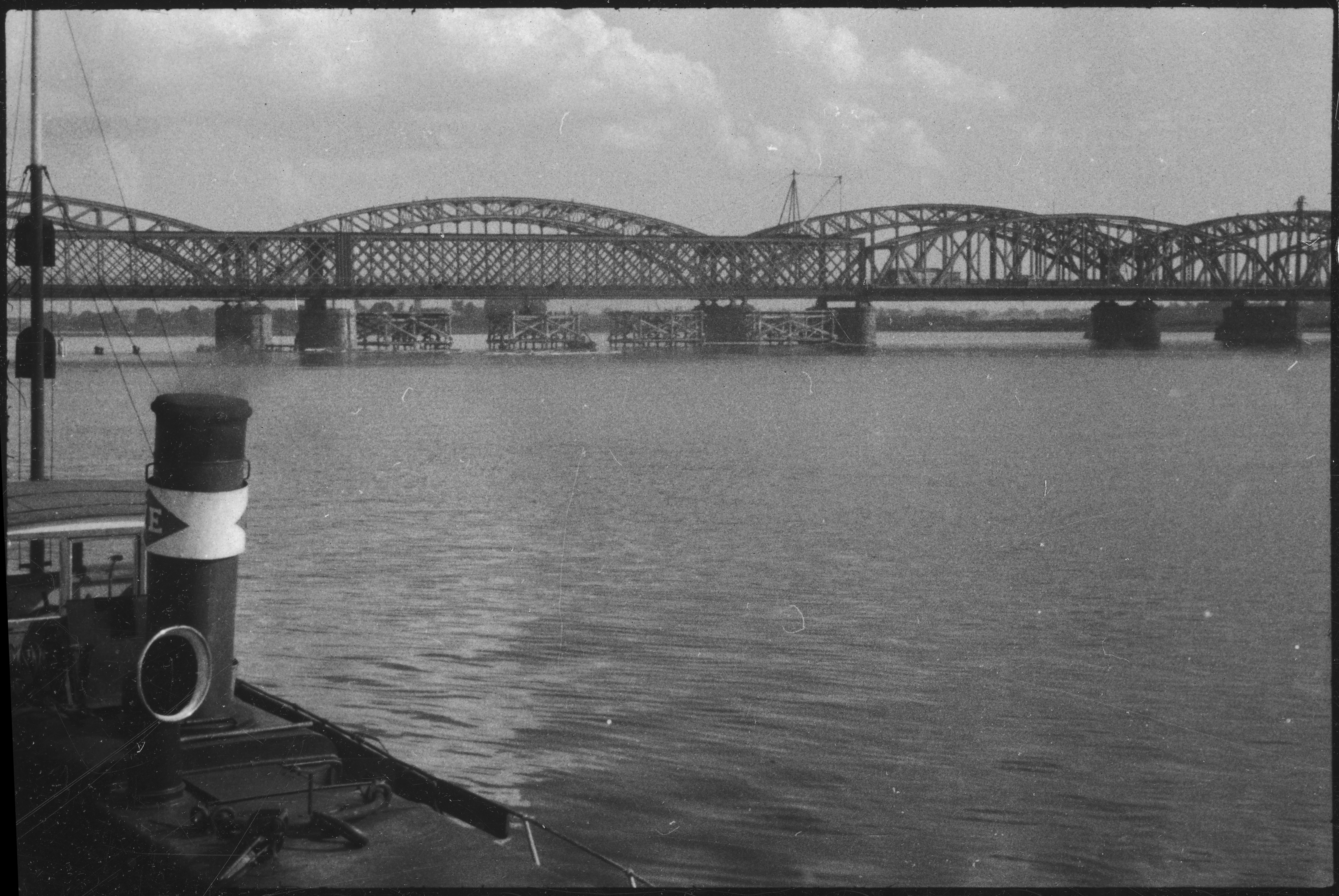
Die wiederaufgebauten Brücken 1937
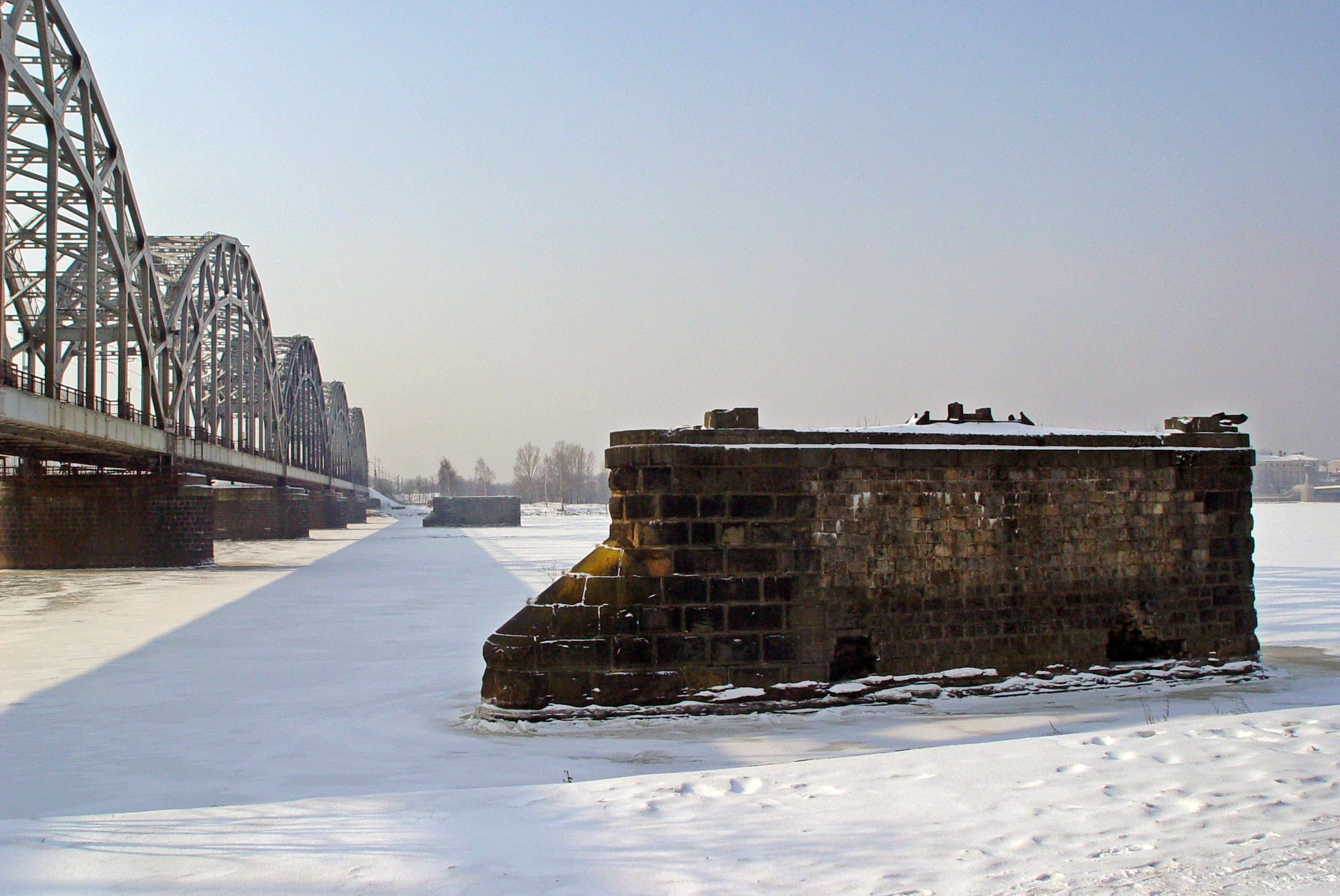
Ehemalige Pfeiler der alten Eisenbahnbrücke

### Eisenbahnbrücke (1914) –Dzelzceļa tilts
Die Planungen zum Bau der neuen Brücke begannen im Jahr 1902 und wurden am 23. Dezember 1902 genehmigt. Dazu wurde der tiefliegende alte Kopfbahnhof zu einem neuen, höher gelegenen Durchgangsbahnhof umgebaut. Die Planungen für die Brücke erfolgten durch Pjotr Nikolajewitsch Wosnessenski und Alexander Ernestowitsch Schieber. Die eigentlichen Bauarbeiten der stromaufwärts der alten Brücke gelegenen Eisenbahnbrücke – einer der ersten zweigleisigen im Russischen Reich – wurden 1909 begonnen und 1914 abgeschlossen; die Gesamtkosten betrugen 2,7 Mio. Rubel. Die neue Brücke hat die gleichen Pfeilerachsen wie die alte. Damals hatte sie acht 84,36 m lange und 9,65 breite Fachwerkbögen mit unterem Zugband und eine elekrisch betriebene Klappbrücke für die Schiffdurchfahrt am rechten Ufer. Für die Pfeiler wurden Kalksteine aus dem Steinbruch vom Kalnzeem verwendet. Nachdem zwischen dem 20. und 22. April 1914 die Bauabnahme einschließlich einer Belastungsprobe durch zehn Lokomotiven mit 621,8 Tonnen Gesamtlast erfolgt war, wurde die Brücke am 27. April 1914 eingeweiht.
Während des Ersten Weltkriegs wurde der 5. und der 7. Fachwerkträger der Brücke am 2. September 1917 durch abziehende russische Truppen gesprengt, jedoch durch die deutsche Eisenbahntruppe zunächst behelfsmäßig und zwischen Oktober 1917 und März 1918 mit Hilfe des MAN Werk Gustavsburg vollkommen wiederhergetellt. 1928 erschien eine Briefmarke der lettischen Post mit der Brücke als Motiv.
Im Zweiten Weltkrieg wurde sie 1944 von sich zurückziehenden deutschen Truppen gesprengt. Der Wiederaufbau der Brücke begann noch im gleichen Jahr. Zunächst wurde eine hölzerne Behelfskonstruktion von Jewgeni Hübschmann errichtet. Beim Wiederaufbau wurden fünf Bögen über der Düna wiederhergestellt und die Klappbrücke durch Vollwandträger ersetzt. Der Abschnitt über der Insel Zaķusala und dem Seitenarm der Düna wurde als Balkenbrücke mit Vollwandträgern ausgeführt. 1955 war der Wiederaufbau der Eisenbahnbrücke abgeschlossen. Sie ist wieder 745 m bzw. einschließlich der Überführungen der Uferstraßen etwa 867 m lang.
Im Jahr 2007 wurde an der Brücke eine LED-Beleuchtung installiert.
2024 begann wenige Meter flussaufwärts der Bau der Rail-Baltica-Brücke.

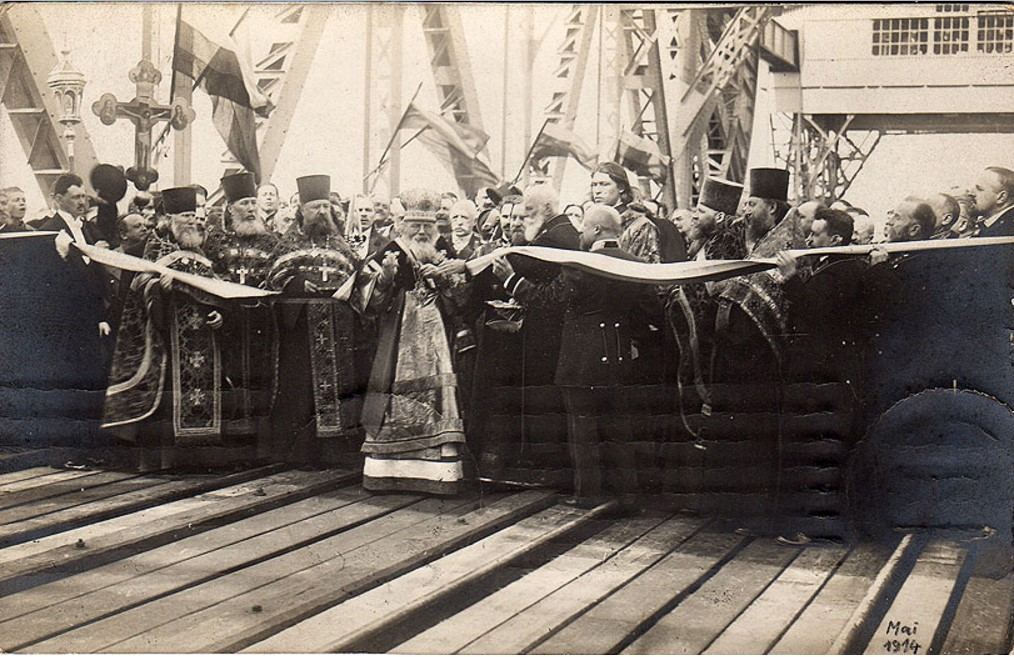
Einweihung, April 1914
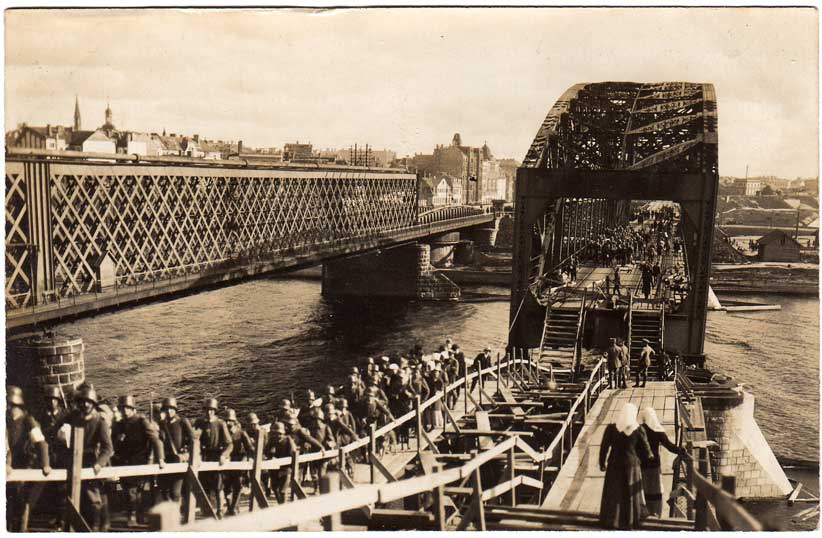
Deutsche Truppen überqueren die beschädigte neue Brücke, 1917; links die nicht erhaltene alte Brücke
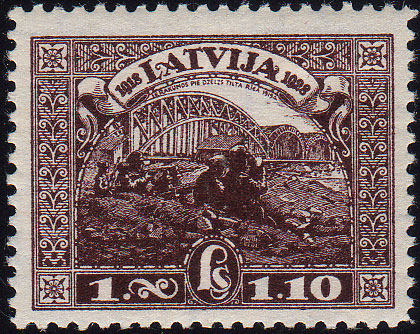
Briefmarke der Lettischen Post, 1928
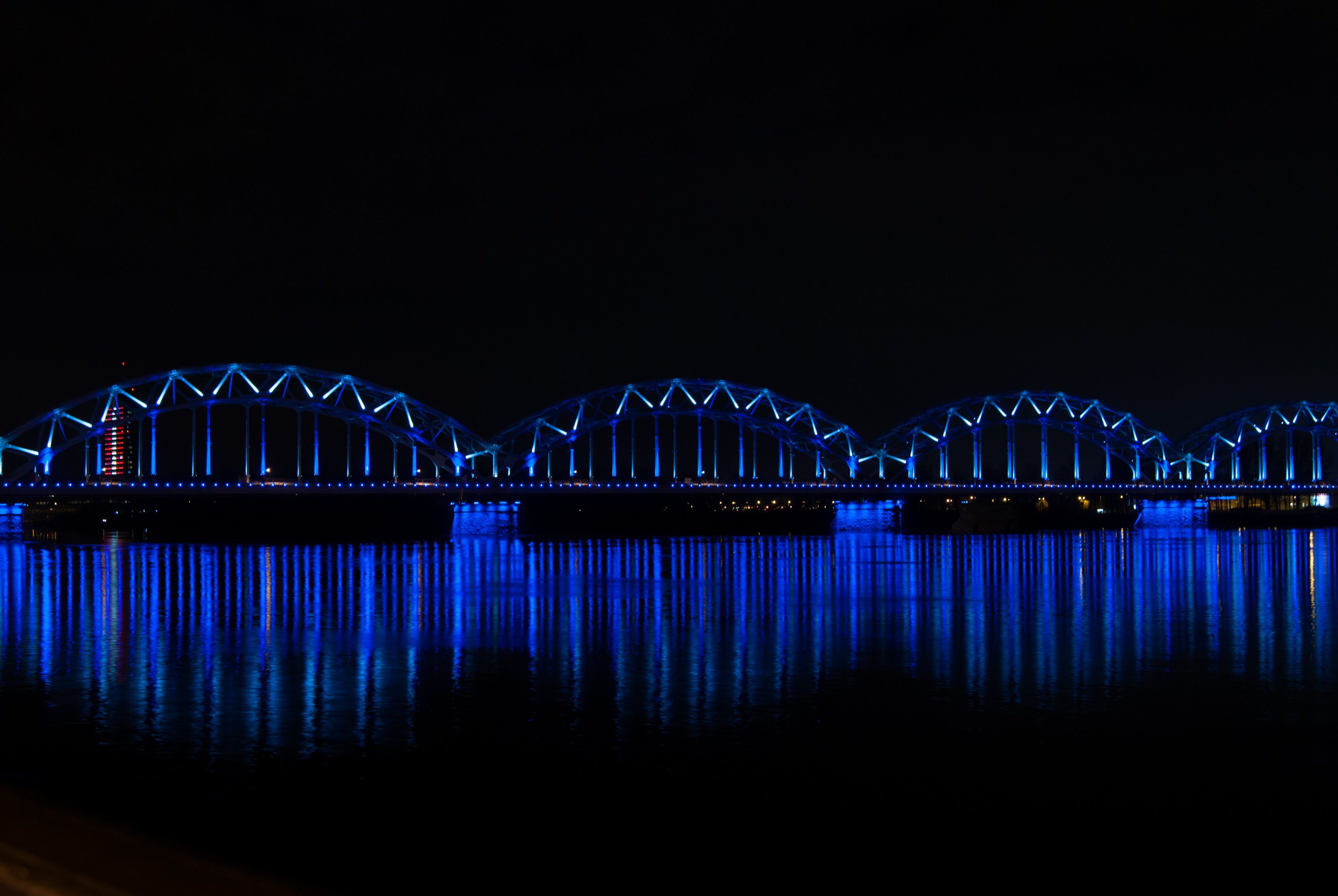
Eisenbahnbrücke bei Nacht, 2012